# أجوف السن
أجوف السن (الاسم العلمي: Odocoileus)، جنس حيوانات لبونة متوسطة القد من فصيلة الأيل. تضم نوعين مواطنها الأصلية في الأمريكتين.